# Messe gregoriane

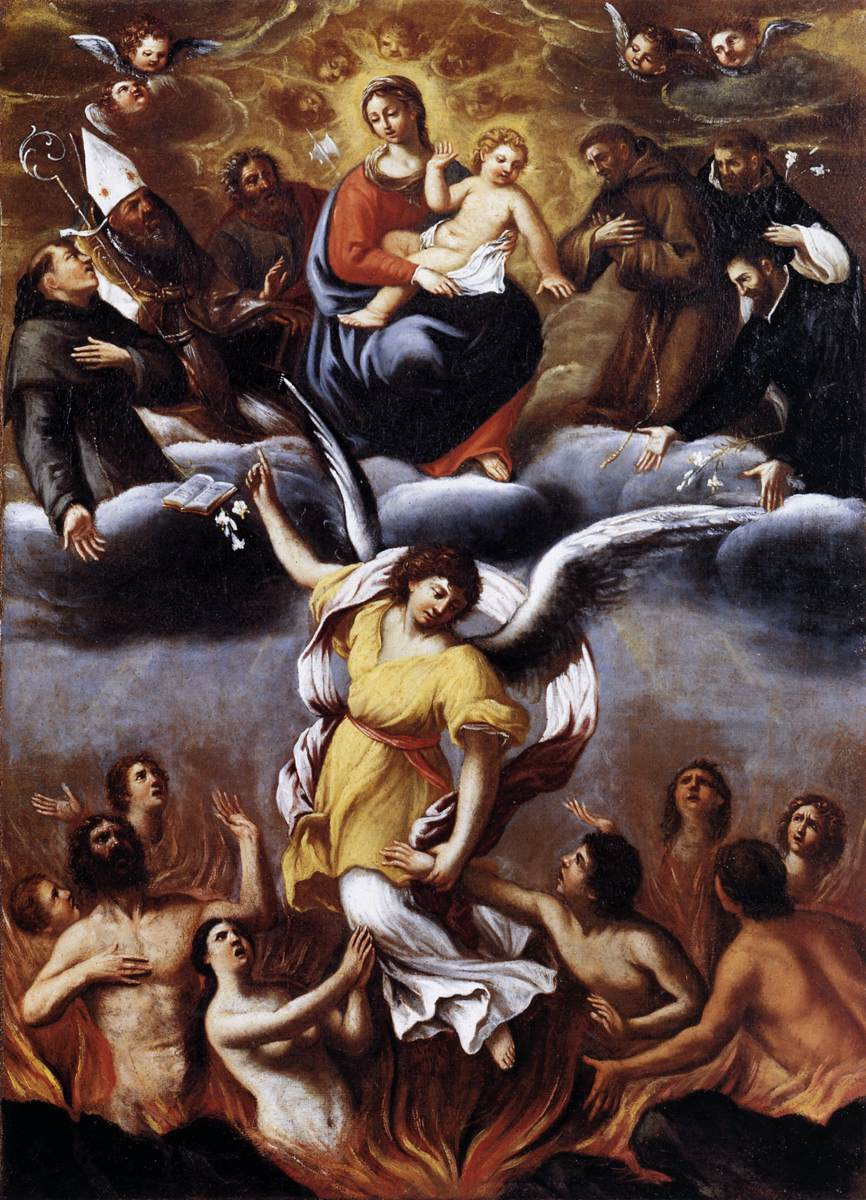
Ludovico Carracci: "Un angelo libera le anime dal purgatorio" (Pinacoteca Vaticana).

Sono chiamate messe gregoriane quelle celebrate per trenta giorni consecutivi in suffragio di un defunto. 

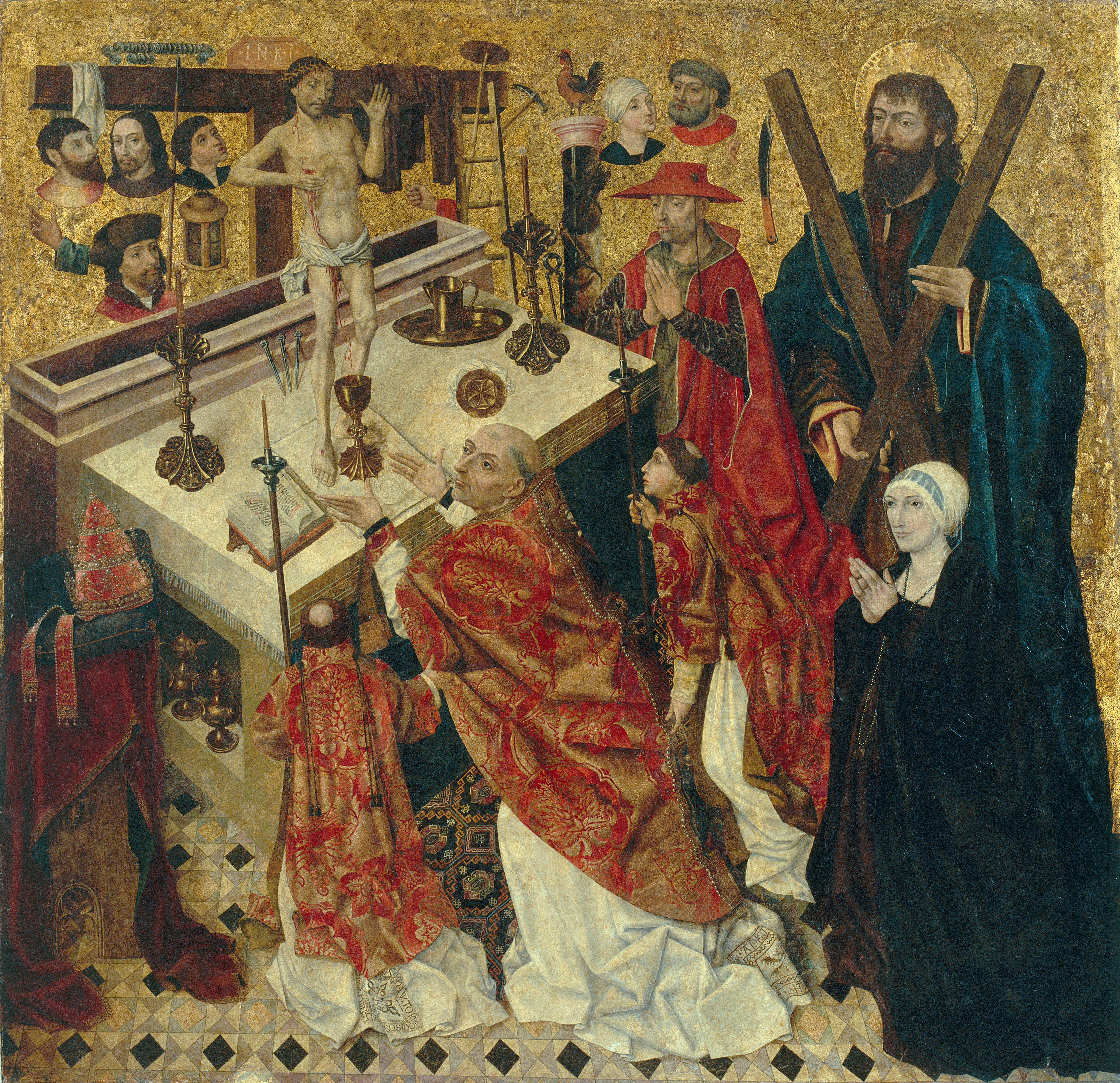
Diego de la Cruz, Messa di san Gregorio,
Museo nazionale d'arte della Catalogna a Barcellona

## Storia
La pratica nasce per iniziativa di papa Gregorio Magno che, nel quarto libro dei suoi dialoghi, riguardante in particolare il destino dell'anima dopo la morte, narra la vicenda di un monaco di nome Giusto, che aveva commesso peccati contro la povertà monastica. Dopo la morte del monaco, un monaco confratello del monastero, riferì a Gregorio (che non era ancora Papa ma era il superiore del monastero) di aver ripetutamente sognato Giusto il quale chiedeva trenta Sante Messe in suo suffragio, per essere liberato dalle pene che ora soffriva. Gregorio dispose che un monaco celebrasse ogni giorno, per trenta giorni, in suffragio dell'anima di Giusto. Dopo i trenta giorni, Giusto apparve in sogno sia al monaco che aveva riferito in sogno, sia a Gregorio, ringraziando e dicendo che ora era libero dalle pene e viveva in uno stato di beatitudine. Quando divenne Papa, Gregorio Magno diede il beneplacito alle trenta Sante Messe cosiddette Gregoriane. Questo episodio ha dato origine alla tradizione delle trenta messe consecutive, chiamate appunto gregoriane.

## Disciplina ecclesiale
Le trenta messe gregoriane vanno celebrate per 30 giorni consecutivi per un solo identico defunto. Non è necessario che vengano celebrate dal medesimo sacerdote. 
Se si salta un giorno per negligenza, bisogna ricominciare daccapo. Se l'interruzione avviene per una causa ragionevole, non vanno perduti i frutti del suffragio, ma va comunque completata appena possibile la celebrazione delle trenta messe. Gli ultimi tre giorni della Settimana Santa, non potendosi celebrare la messa per un defunto in particolare, non sono considerati come un'interruzione. L'offerta richiesta per le messe gregoriane è più elevata di quella usuale per le messe ordinarie, perché la celebrazione per un solo fedele rappresenta un onere maggiore per il celebrante.
"L'opera soddisfattoria giova non solo a colui al quale è destinata, ma molto di più a chi la compie" (San Tommaso d'Aquino, Somma Teologica, Supplemento 71, 5).

## Efficacia della pratica
La pratica delle messe gregoriane esprime una grande fede nel valore salvifico del sacrificio di Cristo.